# Joaquim Roca Laforga
Joaquim Roca Laforga (Barcelona, 24 de setembre de 1904 – Barcelona, 13 de desembre de 1994) fou un atleta i entrenador català.
Va estar vinculat a la secció d'atletisme del Futbol Club Barcelona. Fou vint-i-sis vegades campió de Catalunya: nou en 110 m tanques, set en 400 m tanques, quatre en salt de llargada, tres en decatló, dues en triple salt i una en 400 m llisos. També fou sis cops campió d'Espanya en 400 m tanques, 110 m tanques i 200 m llisos. Establí els rècords d'Espanya de 110 m tanques (1929), 400 m tanques (1930) i 4 × 400 m (1935, amb la selecció catalana). Participà en l'Olimpíada Popular d'Anvers de l'any 1937.
Posteriorment fou entrenador i fundà el Club d'Atletisme Roca. Va rebé la medalla Forjadors de la Història Esportiva de Catalunya l'any 1987.

## Palmarès
Campió de Catalunya
- 400 metres llisos: 1929
- 110 metres tanques: 1925, 1926, 1927, 1928, 1929, 1930, 1931, 1932, 1935
- 400 metres tanques: 1929, 1930, 1931, 1933, 1934, 1935, 1942
- Salt de llargada: 1924, 1925, 1926, 1930
- Triple salt: 1924, 1928
- Decatló: 1932, 1933, 1934

Campió Espanya
- 400 metres llisos: 1929
- 110 metres tanques: 1927, 1929
- 400 metres tanques: 1930, 1931, 1933